# Straumfjörð

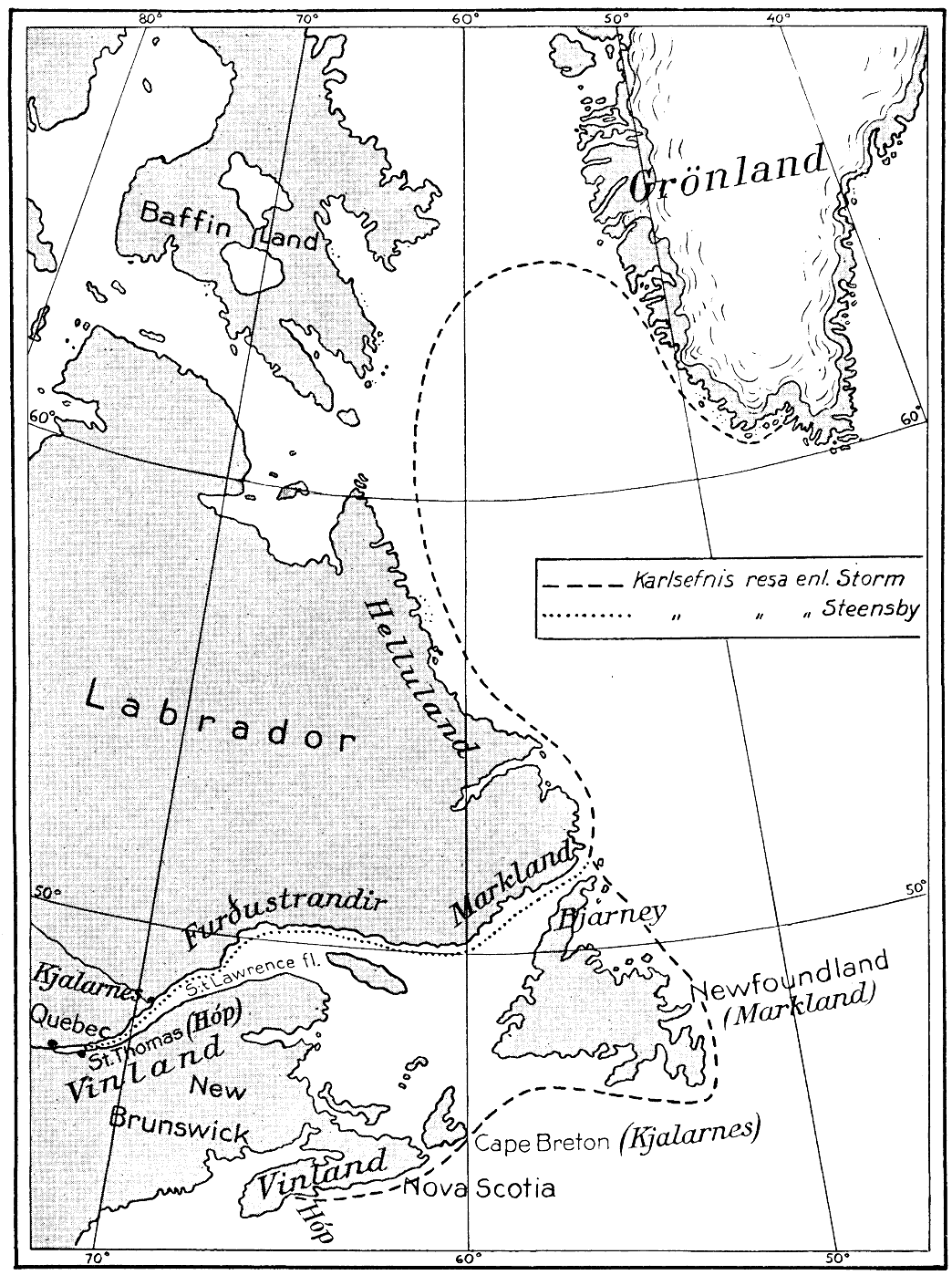
Mapa hipotètic de Vinland, Markland i Helluland (Nordisk familjebok. 1921)

Straumfjörð (islandès), o Straumfjǫrð (nòrdic antic) a vegades anglicitzat com Straumsfjordr, Straumfjordr, Straumsfjord o Straumfjord, és segons la Saga islandesa un fiord a Vinland on Thorfinn Karlsefni va establir un assentament temporal. És descrit a la Saga d'Eric el Roig, però no en la Saga dels Groenlandesos. El seu nom es tradueix com "Corrent-fiord", "flux-fiord" o "marea-fiord".
En les sagues apareixen dues versions una mica diferents dels viatges de Karlsefni; es troben al Hauksbók i al Flateyjarbók. Hi diuen que Straumsey (Corrent-illa) es troba al a desembocadura de Straumfjörð; aquesta és una illa amb una extrema densitat d'ocells.
El parador de Straumfjörð ha estat i és subjecte d'una intensa especulació.

## Localització

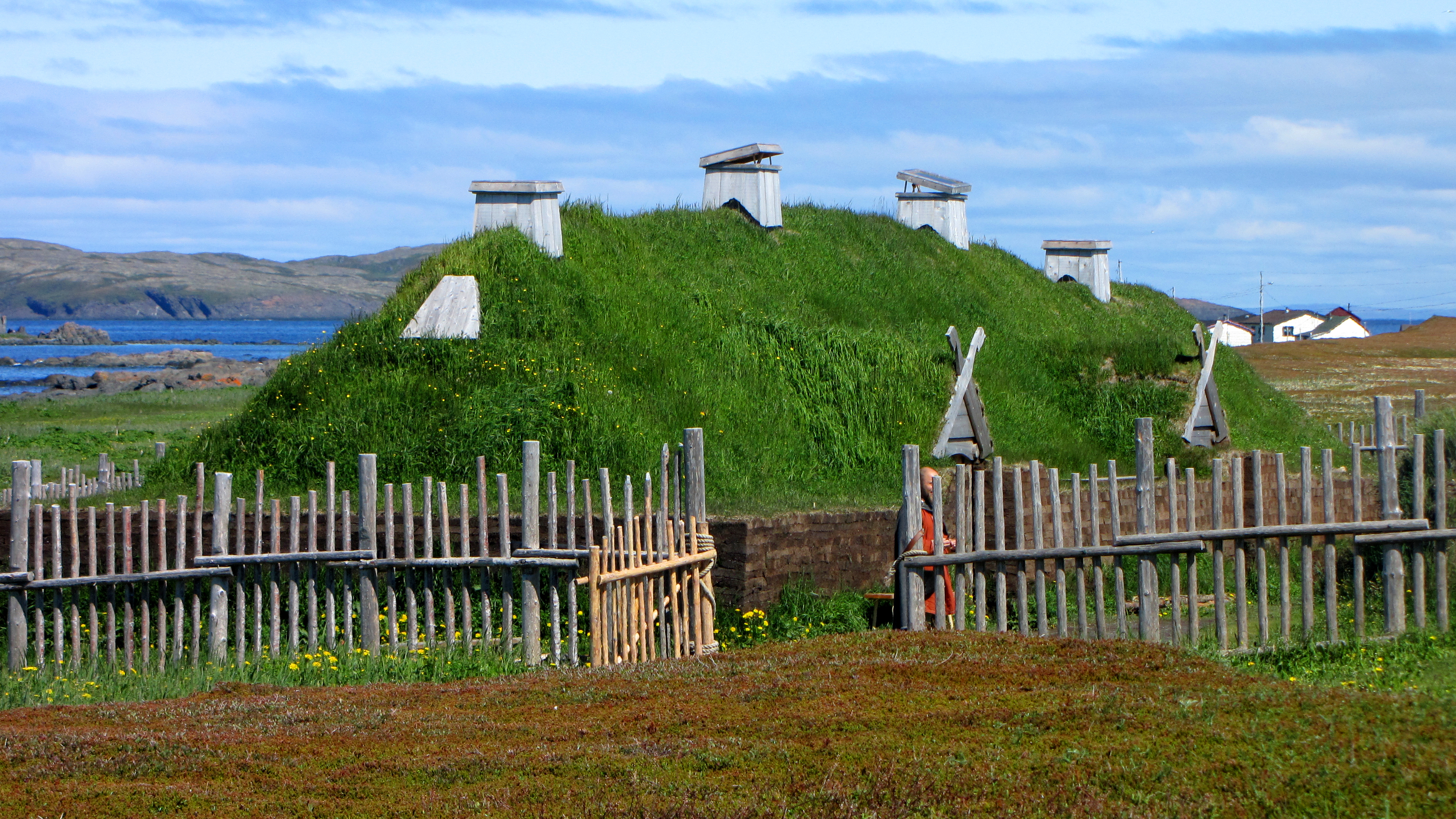
L'Anse aux Meadows.

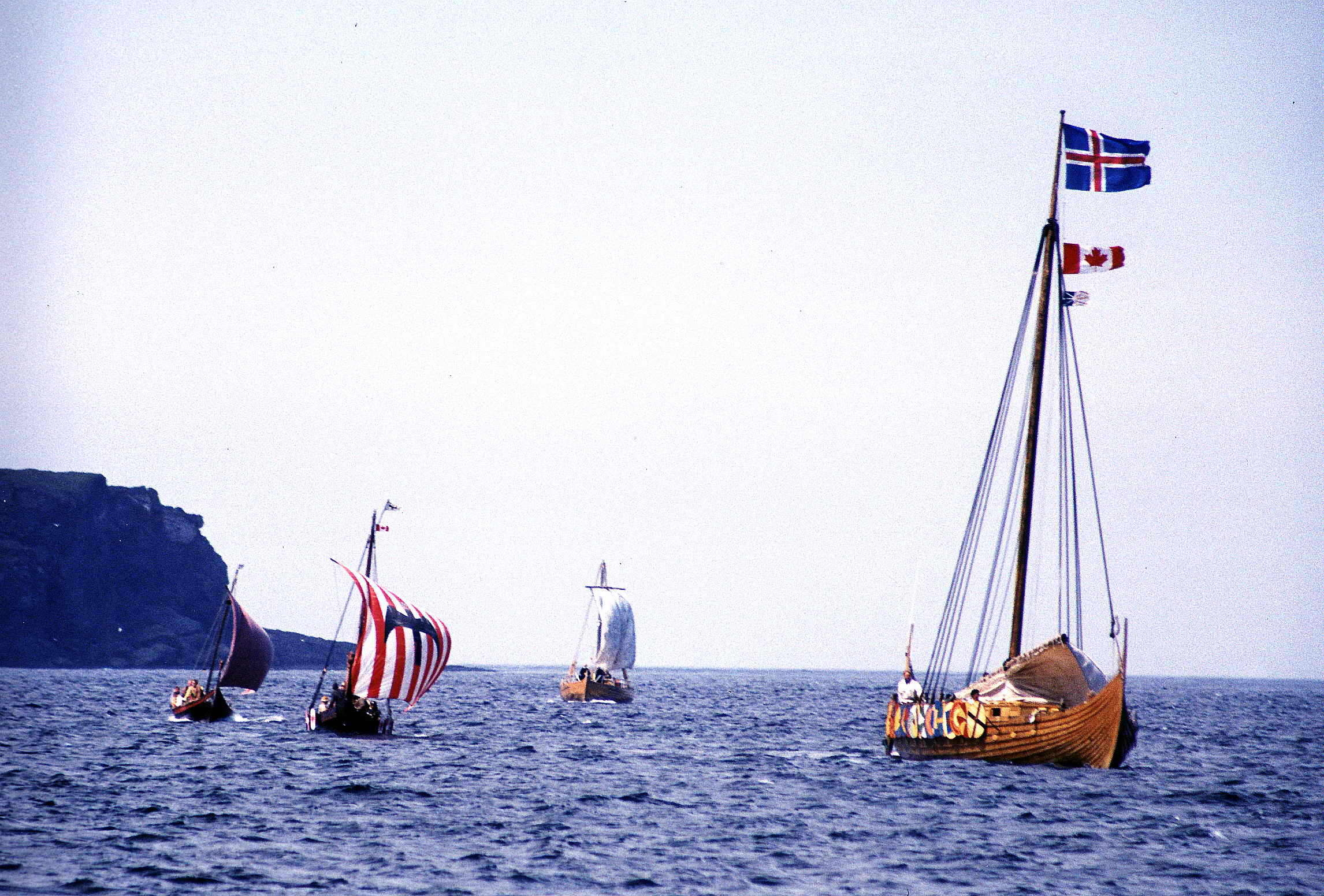
Reonstrucció en 2000 del viatge, amb rèpliques de vaixells nòrdics

Es discuteix la ubicació exacta de Straumfjörð. Els únics assentaments nòrdics que es van trobar a Amèrica del Nord més enllà de Groenlàndia es troben a L'Anse aux Meadows.

### Direccions
Basat en la traducció de Septhon en 1880 - noteu que es diu que és una barreja entre les versions del Hauksbók i el Flateyjarbók.
Thorfinn Karlsefni, tractant d'intentar trobar el país vist per Bjarni Herjólfsson i visitat per Leif Ericsson, va salpar de Brattahlíð, Assentament Oriental a Vestribygd (probablement l'Assentament Occidental), ambdós a Groenlàndia. Des d'aquí, es va moure a "Bjarneyjar" (illes Bear, possiblement illa Disko). Després de dos mitges jornades, arriben a Helluland (País de les Pedres planes). Després d'altres dos dies, arriben a Markland (País boscós).
Fora de Markland al sud-est és una illa que Karlsefni i la seva companyia anomenen illa Bear. Des de Markland, després d'altres dues mitges jornades o dies de vela, es troben amb un cap. Aquest cap és possiblement idèntic amb Kjalarnes. Mantenint la costa a estribor, va viatjar al llarg de Furðustrandir. A continuació, la costa forma una ria. Troben el raïm i el blat salvatge, i continuen fins a la platja tallada pel fiord amb una illa, Straumsey (Illa corrent) a la seva boca; això és "Straumsfjord".
Al sud de Straumsfjord es troba Hóp, on no cau neu durant l'hivern, i al vessant oest de Kjalarnes és silvestre, i un riu que flueix des de l'est a l'oest. L'est de Kjalarnes és l'"oceà irlandès". Karlsefni estima que Straipsfjord és equidistant de Hóp i una localització al nord del riu que discorre cap a l'oest. També considera que Hóp i aquesta localització per riu comparteixen la mateixa muntanya.
Els "dos mitjos-dies o dies" [dos doegr, que podria referir-se a 12 o 24 hores], referits tres vegades en la saga, són importants a la qüestió del parador de Straumsfjord perquè suggereixen la distància recorreguda quan Karlsefni i els seus homes, potser, van creuar el mar obert. Els dos doegr van ser suggerits per Carl Christian Rafn en 1841 equival a unes 54 a 60 milles. Basa això en fonts antigues islandeses com el Landnámabók. Miil podria referirse a sjømil o a la milla escandinava. William A. Munn (1929) assumeix que els dos dies corresponen a "unes 200 milles". Jónas Kristjánsson i col·legues, en un article de 2012, suggereix que 170 milles nàutiques, que és la distància entre Groenlàndia i l'illa de Baffin, o fins i tot a major distància, bé podria ser travessada uns dos doegr, amb rèpliques modernes de vaixells nòrdics que podien fer 12 nusos i més en condicions favorables. Geoffrey Malcolm Gathorne-Hardy i William Hovgaard estimaven un dia de vela de 24 hores a unes 150 milles.

### Saga d'Eric el Roig
Segons la Saga d'Eric el Roig, Straumfjörð era situada entre els Furðustrandir. Descriu l'àrea així, d'acord amb la traducció "fusionada" de 1880 per J. Sephton:
| « | Ara, quan ells havien navegat per Furdustrandir, van posar els escocesos a terra, els va demanar que correguessin a les regions del sud, buscar la terra escollida, i tornar després de tres mitjos dies. (...) Llavors van llançar les àncores dels vaixells, i hi van a esperar-los. I quan van passar tres dies des que els escocesos va saltar de la terra, i un d'ells tenia a la mà un munt de raïm, i l'altre una panotxa de blat silvestre. Van dir a Karlsefni que consideraven que havien trobat bones terres. Llavors els van rebre a la seva nau, i van continuar el seu viatge on la riba era tallada pel firth. Van dirigir els vaixells dins del firth. Hi havia una illa que estava al davant del firth, i hi havia grans corrents al voltant de l'illa, que anomenaren Straums-ey (Illa-corrent). Hi havia tantes aus [una altra traducció es refereix a èider-ànec en lloc de les aus en general] on amb prou feines era possible posar un peu sota els ous. Continuen el viatge fins al firth, que ells anomenen Straumsfjordr, porten la seva càrrega a la platja des de les naus, i allà es van preparar per quedar-se. Portaven ramat de tota mena, i ells mateixos buscaven el producte de la terra que hi havia. Hi havia muntanyes i el lloc era just per contemplar-lo. No van prestar atenció a res més que explorar la terra, i van trobar grans pasturatges. S'hi van quedar durant l'hivern, que va resultar ser dur, sense res a fer; i estaven malament per menjar, i la pesca va fracassar. Després van sortir de l'illa, esperant poder pescar alguna cosa o ser desviats a terra. Tanmateix, en aquell lloc hi havia poc menjar, però el seu bestiar va trobar un bon sosteniment. | » |

Més tard, després de renunciar a assentar-se més al sud s causa de la presència de skrælings, Karlsefni i els seus homes tornaren novament a Straumsfjord quan es retiraren cap al nord:
| « | Després van arribar a un cap i una multitud d'animals salvatges; i aquest cap semblava com si fos un pastís de fems de vaca, perquè els animals hi passaven l'hivern. Ara van arribar a Straumsfjordr, on també tenien abundància de molts tipus. | » |

## Marques destacades
Si els relats de la saga i la traducció són exactes, a Straumsfjord hi ha muntanyes, el lloc tenia bon aspecte, amb àmplies pastures, un dur hivern, i oportunitats de caça. Hi ha penya-segats a una certa distància. Hi ha una espècie desconeguda de balena; no era comestible. A Straumsey, hi ha tantes aus que és difícil ni trepitjar els ous,; és pobre en peix, però proporciona menjar al bestiar. Fallava la pesca, però més tard es va recuperar.

### Corrents
Una característica de Straumsfjord i Straumsey podria haver estat una marea alta o forts corrents. L'assentament que es va establir més al sud, "Hóp" pot haver estat connectat a forts corrents o marees, ja que s'ha traduït com a "piscina de marees" o "llac de marea". Segons un document de 2008 de Thomas Hayne al periòdic Weather, això pot donar algunes pistes sobre el parador dels fiords:
| « | És possible que Straumfjord coincideixi amb l'assentament de Leifsbudir fescrit a Saga dels Groenlandesos, és a dir, l'establiment a L'Anse aux Meadows. Però, curiosament, els rangs de marea al llarg de la península septentrional de Terranova vora L'Anse aux Meadows, és només al voltant d'1 metre i poc digne de menció especial a les sagues. El flux no de marea a través de l'estret de Belle Isle, que separa la península septentrional de Terranova del Labrador també és feble (uns 6–34cm/s segons Garrett i Petrie (1981), (la seva figura 15)). Destaquen grans marees al llarg de la costa atlàntica del Canadà. En particular, les dues amplituds de marea més grans del món es troben a la badia d'Ungava i a la badia de Fundy, on els rangs sovint superen els 10m i els corrents associades aclapararien fàcilment un drakkar. Encara hi ha certa incertesa sobre les veritables localitzacions de Hop, Straumsey i Straumfjord. | » |

### Clima
Les teories sobre on hi eren Straumsfjord i els altres llocs descrits a la saga es van basar en gran manera en les descripcions a la saga de la flora i la fauna. L'Atlàntic nord ho ha estat des que es va escriure la saga, però recentment hi ha hagut períodes de canvi climàtic regional, i més recentment, l'escalfament global. Això afegeix una capa addicional d'incertesa a cada observació dependent del clima.

### Nàutica
El sentit comú nàutic implica implica evitar mars oberts i traïdors a menys que sigui inevitables. D'altra banda, es requeriria un port natural apropiat per als vaixells. Això proporciona restriccions possibles a les rutes preses.

## Escepticisme
Helge Ingstad i Anne Stine Ingstad (el matrimoni que va trobar L'Anse aux Meadows), a The Viking Discovery of America, prenen un enfocament escèptic. Van argumentar que:
| « | En total, la descripció de la Saga d'Eirik de la seu ostensible a Straumsfjord inclou una sèrie de qüestions més destacades que són improbables, i alguns d'aquests semblarien mostrar que l'autor ha fet ús de la Saga dels Groenlandesos. Aquest fet afegeix pes al meu argument anterior que mostra que la seu de Karlsefni a Straumsfjord és una invenció de l'autor, un substitut de Leifsbudir a Vinland de la Saga dels Groenlandesos. | » |

Les similituds també són descrites per Mats G. Larsson. Tanmateix, segons un article de 2012 a Acta Archeologica, és "ara generalment acceptat" que les dues sagues foren escrites independentment.
Fridtjof Nansen, al seu I tåkeheimen (En boires del Nord), escrit abans del descobriment de L'Anse aux Meadows, conjectura que la Saga d'Eric el Roig era inspirat per contes sobres les Fortunatae insulae i, admetent que és possible que els nòrdics arribessin a Amèrica, considera que la saga no és fidedigna. Julius E. Olson de la Universitat de Wisconsin va defensar amb fermesa aquesta postura en un article de 1911 (vegeu també a continuació) dient: "Si no hi ha un fons substancial de la història a la Saga d'Eric el Roig, és l'enigma de la literatura més important sobre [sic] practicat en nom de la història.".

## Localitzacions suggerides

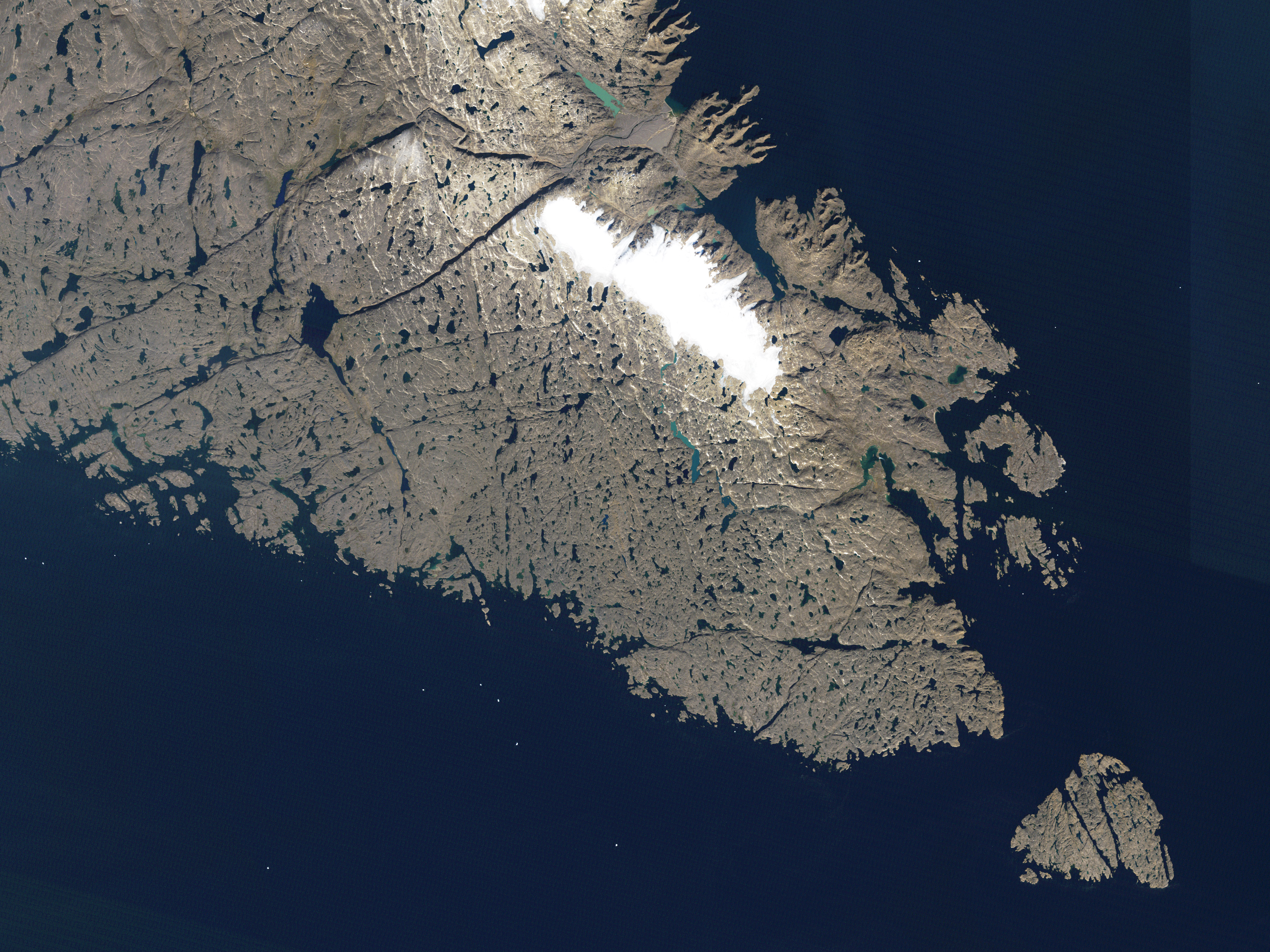
L'extrem sud de l'illa de Baffin, que pot haver tingut un clima més càlid en el moment de les sagues. No obstant això, s'acorda que les sagues són fiables, Karlsefni va passar aquest punt.

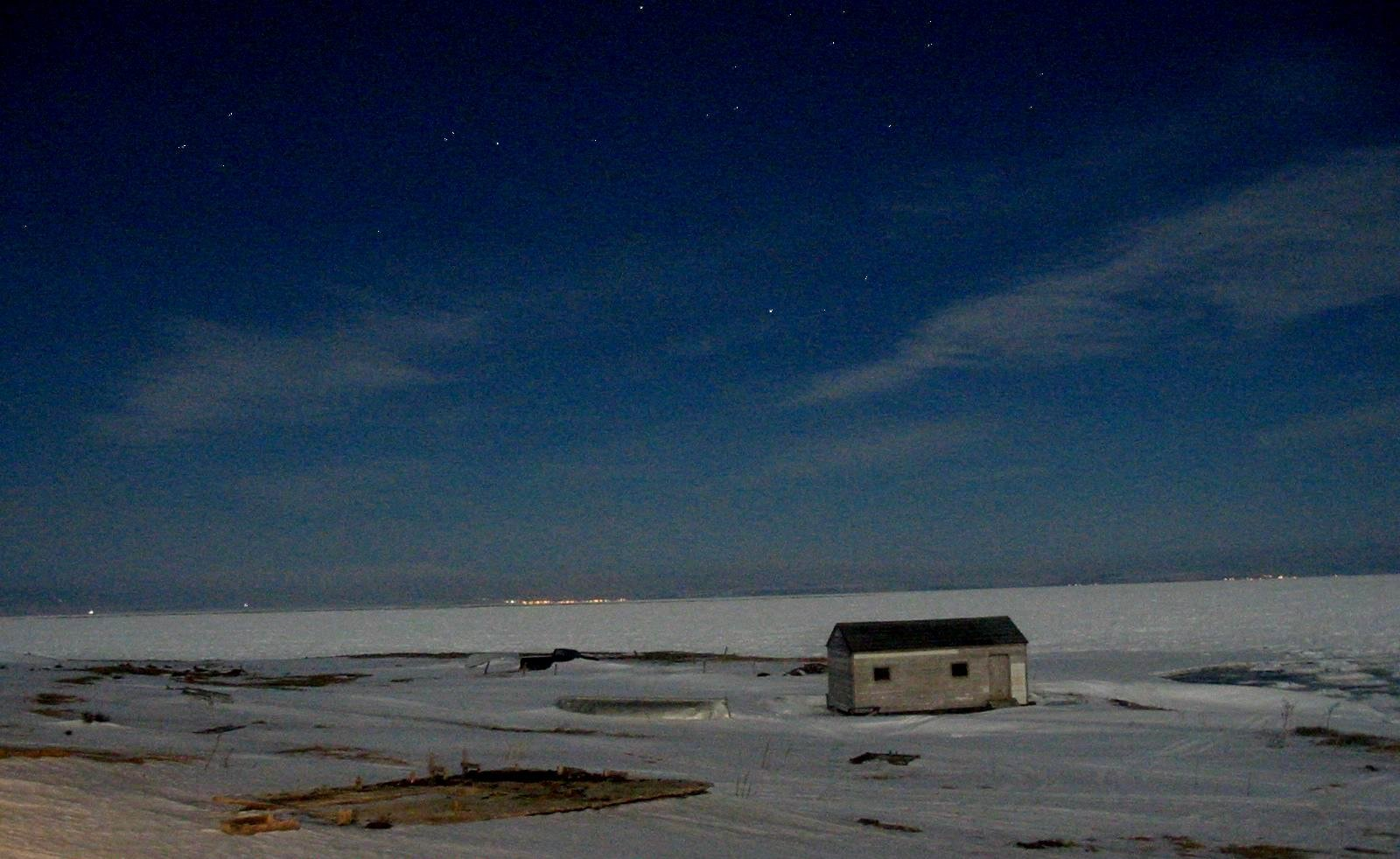
Vista de l'Estret de Belle Isle, de Terranova a Labrador.

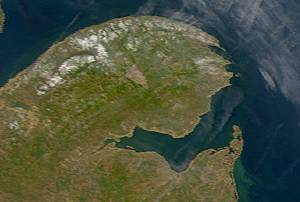
Badia de Chaleur.

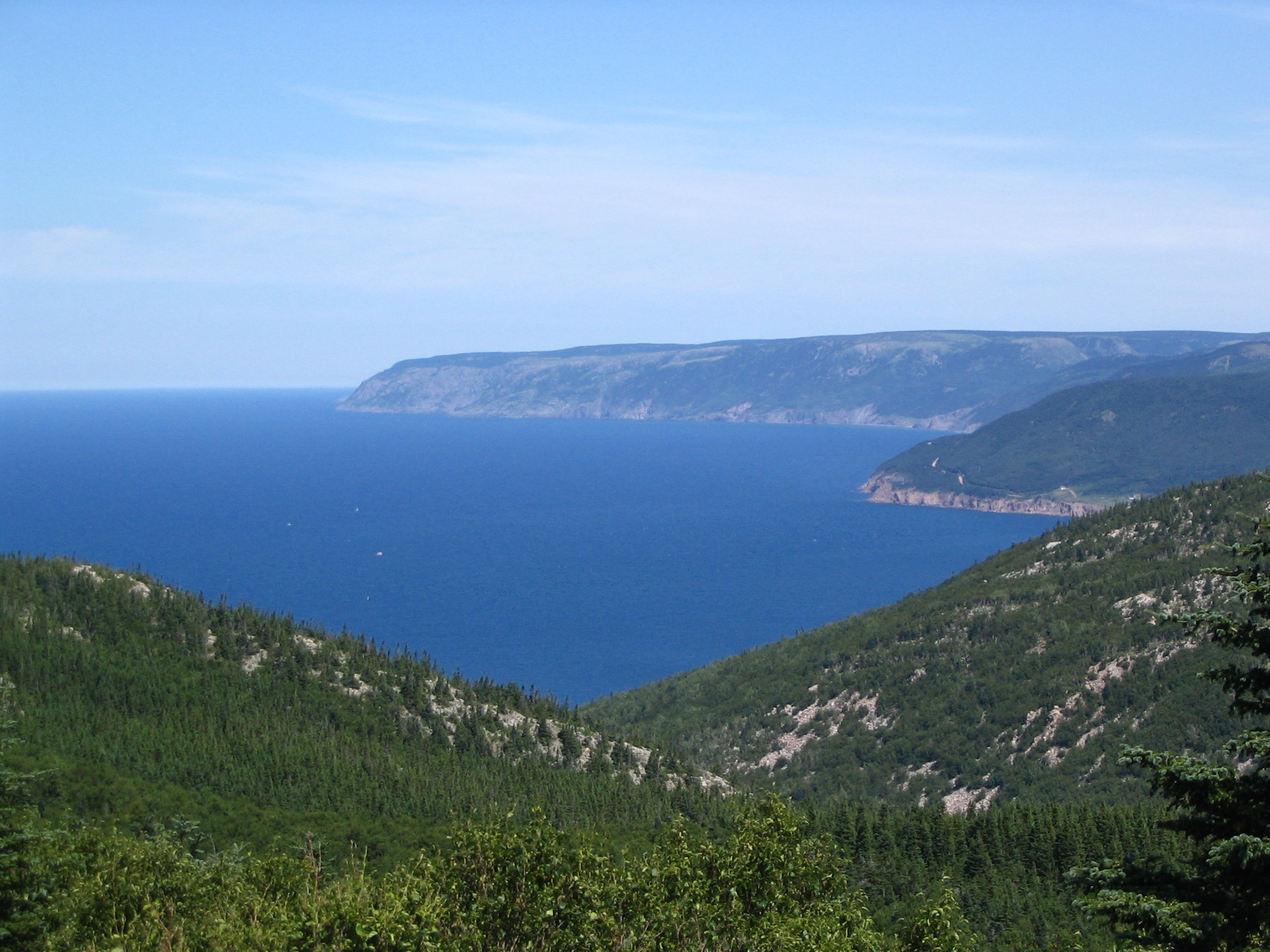
Illa de Cap Bretó, Nova Escòcia.

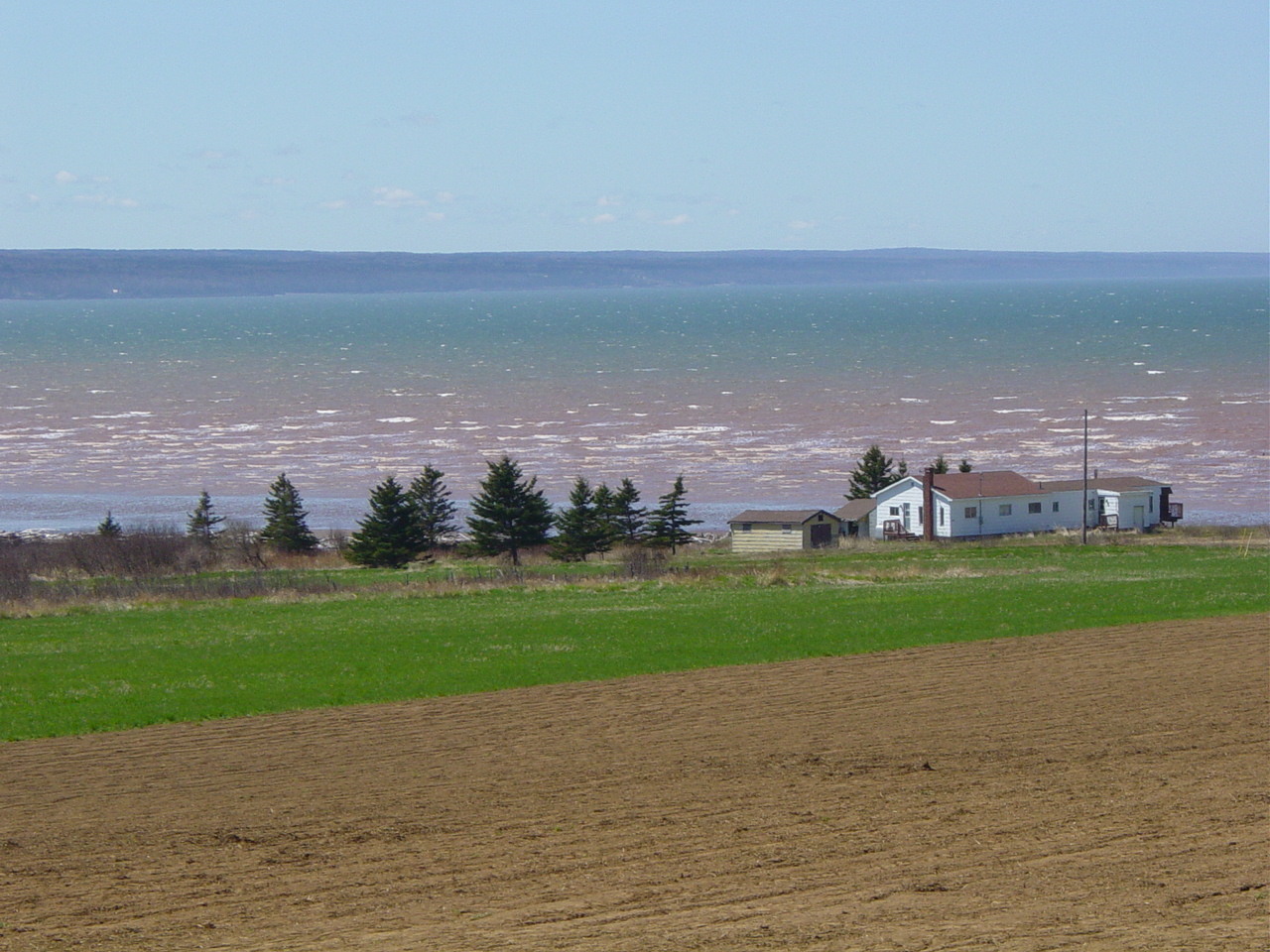
Conca de Minas, Badia de Fundy, Nova Escòcia, que es diu que té les marees més altes del món

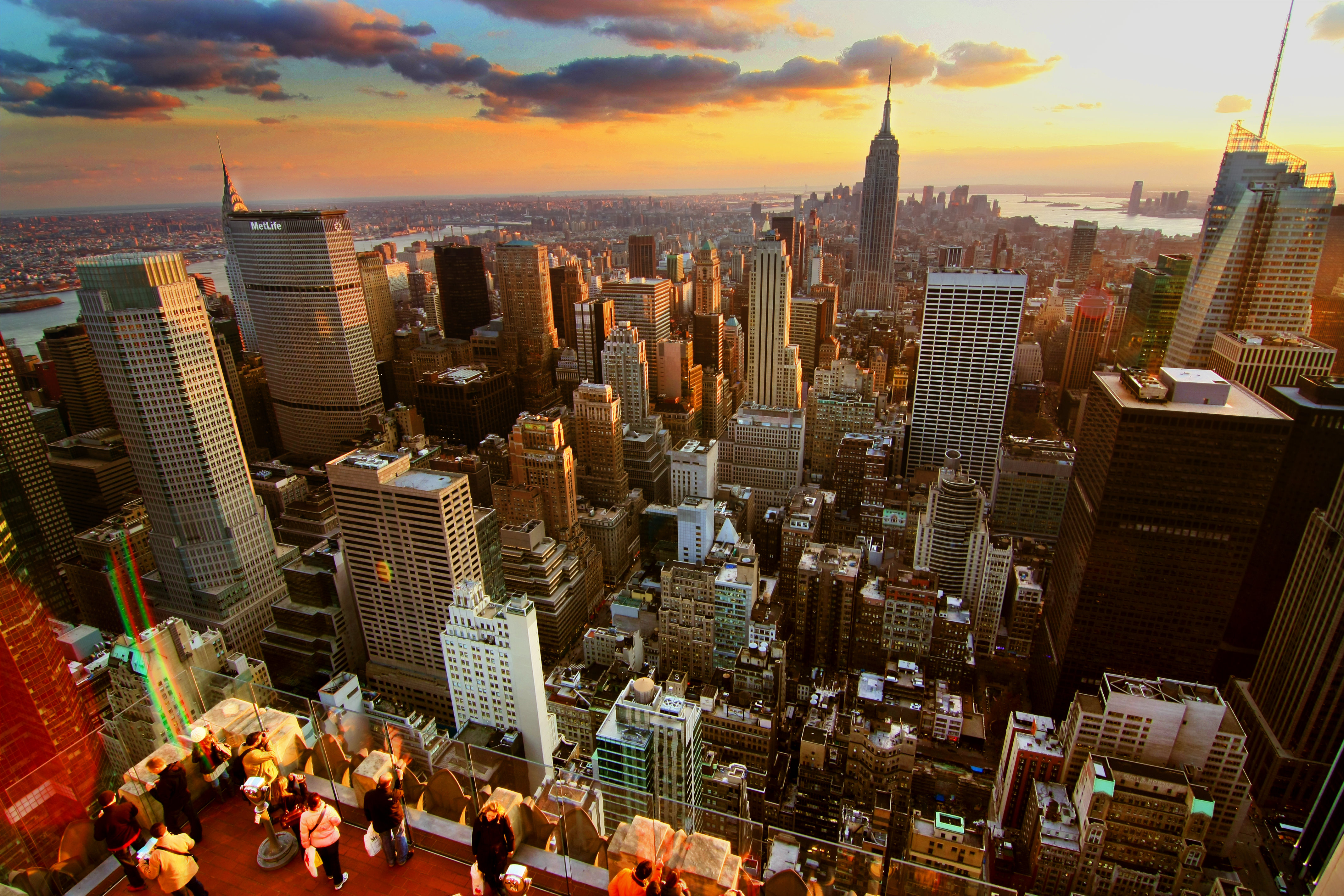
Manhattan s'ha suggerit com a possible identitat de Straumsey

Els suggeriments següents per a la ubicació de Straumfjörð es recullen tant a partir de literatura acadèmica com popular. Estan ordenats per augmentar la distància des de l'Assentament Occidental, Groenlàndia: fan estimacions cada vegada més optimistes de la distància recorreguda per Karlsefni i la seva companyia. Evidentment, el cap o promontori Kjalarnes és difícil d'identificar; per a la gent de mar, el lloc de quilla farà que la seva identificació sigui òbvia, però ara es perduda i Furðustrandir i Straumsfjord estan més enllà d'aquest punt. Com es veurà en el següent, Kjalarnes és de vegades, però no sempre, identificat com L'Anse aux Meadows, península de Gaspé, Cap North/Cap Bretó i Cap Cod. Molts, però no tots, dels suggeriments següents, es poden situar una mica més enllà d'aquests punts, dins de quatre regions costaneres: Terranova; badia de Chaleur; Nova Escòcia/Maine; entre Cap Cod i Nova York.

### Badia d'Ungava
Hayne (2008) connecta les marees extremes de la badia d'Ungava als suposats corrents o marees a Straumsfjord i Hóp, sense treure cap conclusió.

### Badia de Sandwich
William Hovgaard a The Voyages of the Norsemen to America (1914) té en compte els contes de la Saga dels Groenlandesos. Segons William Stetson Merrill, Hovgaard col·loca el primer hivern de Karlsefni a la badia de Sandwich, Labrador. No és explícit si es refereix a Straumsfjord.

### L'Anse aux Meadows
Birgitta Linderoth Wallace (2003) situa l'assentament de Straumfjörð a L'Anse aux Meadows.

### Sop's Arm
Jónas Kristjánsson et al. (2012) assumeixen que el cap de Kjalarnes esmenat a la saga és a L'Anse aux Meadows, suggereixen que Straumsfjord es refereix a Sop's Arm, ja que no s'ha trobat cap altra fiord a Terranova que tingui una illa en la seva desembocadura, i s'ha trobat trampes per animals de possible origen nòrdic en aquest lloc.

### Sant Llorenç
En una carta de 1831 enviada des de Copenhaguen a la Massachusetts Historical Society, publicada en 1880 Proceedings of the Massachusetts Historical Society, Rasmus Christian Rask fa un recorregut complet de les sagues i estats, 
| « | Straumsfjörðr, m'agrada, és la Badia de Sant Llorenç | » |

Es podria referir, pel que sembla, ja sigui al Golf de Sant Llorenç o al menor riu Sant Llorenç, depenent de les convencions de nomenclatura en ús en el moment. Refusa proposar una teoria del parador de Straumsey, afirmant que és "impossible", però les esperances de futures traduccions de la saga il·luminen el tema.
Hans Peder Steensby va declarar que Les línies de costa eren guies per als antics escandinaus i ho han de ser també per a nosaltres. Segons Merrill, l'opinió de Steensbyera que:
| « | Streamfjord era l'estuari del riu Sant Llorenç entre la boca del riu Saguenay, amb la seva illa Green enfront, i les aigües estretes de l'actual illa d'Orléans. | » |

### Baie des Sept-Îles
La Història de Noruega (1976) de Cappelen suggereix una localització a la badia de Sept-Îles, Quebec.

### Badia de Chaleur
Un llibre de començaments de 1920 per Sigfús Blöndal a Historisk Tidsskrift (Dinamarca), referint-se al consens acadèmic de les últimes dècades i l'autoritat de Gustav Storm i H. P. Steensby, situa Straumsfjord a la badia de Chaleur, que separa la península de Gaspé des de Nova Brunswick.
Halldór Hermansson (1930) també situa Straumfjord a la badia de Chaleur, "on la marea s'eleva de cinc a deu peus". Matthias Thordarsson, autor de The Vinland Voyages (1930), comparteix el seu punt de vista.

### Badia de Mira
Juul Dieserud (1935) situa Straumsfjord a badia de Mira, Nova Escòcia.

### Estret de Canso
Geraldine Barnes (1995) connecta Straumsfjord a l'estret de Canso entre illa del Cap Bretó i Nova Escòcia continental, a causa de les seves altes marees i les aus a la propera Isle Madame.
Segons un article en 1935 de William Stetson Merrill a The Catholic Historical Review, l'opinió de Gustav Storm era la següent:
| « | El fiord en el qual els nòrdics hi arribaren, quan el país es va convertir en "fiord-sagnia" (Straumsfiord) pot haver estat un dels fiords a Gaysborough, el comtat de Nova Escòcia que s'estenia més al nord-est, possiblement a la badia de Canso o algunes de les badies al sud d'aquest. | » |

### Badia de Lobster
Mats G. Larsson (1992), 1999, 2000 considera com a candidat l'estret de Canso i a causa dels seus forts corrents, però assenyala que els corrents no s'estenen a les illes. Per tant, considera la badia de Lobster (prop de la punta sud de Nova Escòcia) el millor candidat. S'adona que Samuel de Champlain anomena aquesta badia Baye courante, és a dir, el mateix nom que en nòrdic. Larsson també observa,
| « | Els corrents en aquesta badia tenen una velocitat de tres nusos, però el detall més interessant és que hi ha una illa fora d'ell anomenat Seal Island, on els corrents tenen una velocitat de quatre nusos. I en això i les illes adjacents a banda i Champlain i Denys en la primera part del segle xvii informen d'aquestes grans quantitats d'aus marines que "ningú que no ho hagués vist creuria possible". | » |

### Badia de Fundy
Es diu que la badia de Fundy té les marees més altes del món. Julius E. Olson (1911) va assenyalar que Fridtjof Nansen, prenent una postura molt escèptica, es va mostrar indiferent de la idea que la ubicació de Vinland es trobés a Nova Escòcia, en part perquè ell va considerar que l'avifauna que no es correspondria amb l'abundància extrema que la saga descriu sobre Straumsey. Tanmateix Olson assenyala a la badia de Fundy i a l'illa de Grand Manan, i cita les observacions de Samuel de Champlain dels ocells de les illes a la costa de Nova Escòcia:
| « | En les dues altres [illes de la costa] hi ha una gran quantitat de diferents classes d'aus que hom no podia imaginar-se, si no les hagués vist | » |

William Henry Babcock (1935) va situar Straumsfjord al firth que es troba a la badia de Passamaquoddy, referint-se a les marees al voltant de la badia de Fundy, i també situa Straumsey a l'illa de Grand Manan.
La badia de Fundy també és esmenada en un articles de 2008 a Weather, però sense extreure cap conclusió.

### Voltant de l'illa Mount Desert
William L. Traxel, en el seu llibre d'exploracions de 2004 Footprints of the Welsh Indians: Settlers in North America Before 1492 connecta Straumsey amb l'illa Mount Desert al Parc Nacional d'Acàdia (Maine), i conseqüentment Straumsfjord amb una de les petites badies properes:
| « | Tot i la manca de proves, a partir de les descripcions donades, sospito que Straumsfjord és un fiord de Maine. | » |

Ho basa en la identificació de l'illa de Cap Bretó com al Kjalarnes al nord de Straumsfjord, i sobre les tres localitzacions candidates de Hóp al sud. Traxel fa referència a un nombre de troballes arqueològiques de Frederick J. Pohl a Follins Pond, i els connecta amb l'assentament de Hóp. També informa que Robert Ellis Cahill va trobar una casa llarga nòrdica vora la badia de Buzzards També considera el riu Pettaquamscuty (Rhode Island) com a candidat per la localització de Hóp.

### Badia de Buzzards
Segons la traducció de la saga de Sephton en 1880, Carl Christian Rafn i altres erudits danesos situaren Kjalarnes a Cap Cod, Straumsfjord ala badia de Buzzards (Massachusetts) i Straumsey a Martha's Vineyard.
Rafn suggereix aquests punts de vista en un tractament exhaustiu a Aarbøger for nordisk Oldkyndighed og Historie (Annals pel coneixement del nòrdic antic, 1840-1841), observant que la interferència del Corrent del Golf a Barnstable donaria corrents significatius a aquesta àrea. També identifica Hóp com la badia de Mount Hope, Rhode Island, suggerint que el nom en nòrdic antic hauria sobreviscut entre els indis com a "Mont-Haup".També esmena la propera illa Egg Island com a candidata per Straumsey.
La connexió suggerida a la badia de Buzzards és reiterada per Benjamin Franklin DeCosta a The Pre-Columbian Discovery of America by the Northmen (3rd ed., 1901)
La metodologia del relat d'Edward F. Gray, autor de Leif Eriksson: Discoverer of America (1930), sembla particularment afavorida en un article de William Stetson Merrill en una revista de 1935. Considerant totes les sagues de Vinland com un tot, Gray suggeria que no era Karlsefni, sinó Leif Ericson qui va arribar a Straumsfjord. Els corrents de Straumsfjord, sosté Gray, es refereixen als corrents de Nantucket Sound, i que havia de passar Martha's Vineyard per construir el seu Leifsbudir a Menemsha Pond.

### Long Island Sound
Geoffrey Malcolm Gathorne-Hardy (1921) argumenta que Straumfjörð és idèntic a Long Island Sound, amb Straumsey "en la seva extremitat oriental", p. ex. a Fisher's Island. Per posar això en context, va prendre Helluland per referir-se a Labrador i Terranova, Markland per referir-se a Nova Escòcia, Kjalarnes seria Cap Cod.
Això contradeia les primeres estimacions. William Paton Ker, en la revisió d'un llibre de 1922 publicat a The English Historical Review afavoria aquest punt de vista abans que el de Gustav Storm, qui situava Vinland a Nova Escòcia.

### Riu Hudson
Segons un article de 1963 a Sunnudagsblaðið, Charles Michael Boland, l'autor del llibre de 1961 They All Discovered America que suggereix contactes transoceànics precolombins generalitzats, situa Straumfjord al riu Hudson i Straumsey a Governors Island.
Un article de desembre de 1965 Folk og Land suggereix que Straumfjörð és al riu Hudson, i que l'illa de Manhattan és Straumsey. Les raons proporcionades són que el nom sembla adequat, que hi havia excel·lents ports naturals a aquesta zona, com a East River i New York Harbor, que aquesta localització seria una bona base per a posteriors exploracions, que és una terra d'abundància, que els hiverns a l'illa de Manhattan són relativament freds, i que els penya-segats descrits en la saga es pot trobar pel riu Harlem.